# Abrupter Klimawechsel

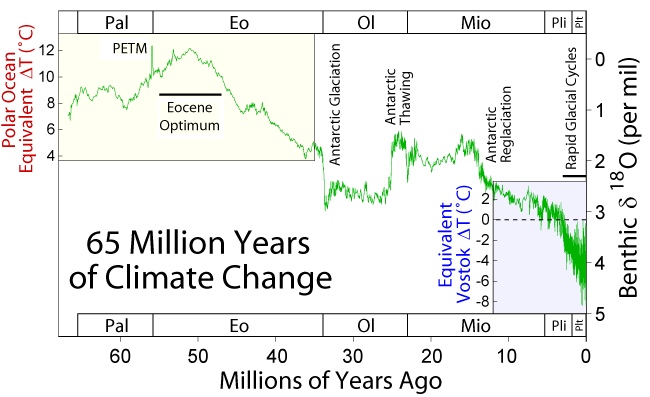
Klimawandel während der letzten 65 Millionen Jahre. Das Paläozän/Eozän-Temperaturmaximum (PETM-Ereignis) vor 55,5 Millionen Jahren als beispielhafter abrupter Klimawechsel ist deutlich sichtbar.

Ein abrupter Klimawechsel oder abrupter Klimawandel, auch Klimasprung, ist ein rascher Klimawandel zu einem neuen Klimazustand. Ein abrupter Klimawechsel hat gravierende Auswirkungen auf Lebensräume in der Umwelt, weil Ökosysteme sich den neuen klimatischen Bedingungen in kurzer Zeit neu anpassen müssen. Beispiele für abrupte Klimawechsel werden in der Literatur oft als Dansgaard-Oeschger-Ereignis oder Heinrich-Ereignis beschrieben. Ein abrupter Klimawechsel war beispielsweise im Rahmen der Jüngeren Dryaszeit beobachtbar. Ein extremer und nach geologischem Maßstab sprunghafter Klimawechsel fand im Rahmen des Paläozän/Eozän-Temperaturmaximums statt.
Klimaproxys der letzten 100.000 Jahre dokumentieren starke Klimasprünge innerhalb von Jahrzehnten oder einigen Jahren. Um die Dynamik und Auswirkungen abrupter Klimawechsel im Lebensraum des Menschen besser rekonstruieren zu können, helfen speziell See- oder Ozeansedimente. Dabei spielt auch die atmosphärische Zirkulation eine große Rolle.
Das gegenwärtige Verständnis der zugrunde liegenden Prozesse reicht jedoch nicht aus, diese Ereignisse vorherzusagen. Sollte es in den kommenden Jahren oder Jahrzehnten dazu kommen, wird dies somit unerwartet und überraschend erfolgen.

## Definition
Das Komitee der National Research Council definiert einen abrupten Klimawechsel auf zweierlei Arten. Die erste Definition bezieht sich auf die Entstehung von abrupten Klimawechseln und letztere auf seine Effekte.
- Der physikalische Prozess: Eine Transition des Klimasystems in einen neuen Modus, wobei die Veränderung schneller abläuft als der verantwortliche Strahlungsantrieb.
- Effekte: Ein abrupter Klimawechsel liegt dann vor, wenn er rapide und unerwartet geschieht und menschliche und natürliche Systeme Probleme haben sich anzupassen.

Der Weltklimarat IPCC bezieht in seine Definition sowohl physikalische Prozesse als auch Wirkungen auf Natur und Gesellschaft ein und nennt zusätzlich die Größenordnung von Jahrzehnten als Zeitrahmen der Änderungen und Wirkungen: „Eine Änderung im Klimasystem in einem großen Umfang, die in wenigen Dekaden oder weniger abläuft, die wenigstens einige Dekaden andauert (oder von der man dies erwartet) und erhebliche Störungen in menschlichen und natürlichen Systemen verursacht.“

## Ursachen
Es gibt verschiedene Mechanismen, die einen abrupten Klimawechsel herbeiführen können. Drastische Veränderungen von Meeresströmungen können sofortige regionale Klimaveränderungen auslösen. Die Friesland-Phase am Beginn des Holozän war eine sehr wahrscheinlich durch Änderungen von Meeresströmungen ausgelöste, sehr abrupte Klimaveränderung.
Am Ende der letzten Kaltzeit fanden schnelle Zusammenbrüche von Eisschilden statt, die nicht nur einen extrem schnellen und ausgeprägten Meeresspiegelanstieg nach sich zogen, sondern durch den massiven Süßwassereintrag auch atmosphärische und maritime Strömungsmuster veränderten. Dies wiederum hatte regional außerordentlich ausgeprägte Klimaveränderungen zur Folge. In Anbetracht des instabilen westantarktischen Eisschildes besteht die konkrete Gefahr, dass durch die globale Erwärmung ein ähnlich katastrophaler Zusammenbruch eines oder mehrerer Eisschilde nicht nur zu einem schnellen und ausgeprägten Meeresspiegelanstieg, sondern auch zu abrupten Klimawechseln führt.
Die Erwärmung der Arktis führte in den vergangenen Jahren auch zu einem Rückgang arktischen Meereises. Dieser Energieeintrag verändert die Temperatur des arktischen Meerwassers nicht über den Gefrierpunkt, solange Eis vorhanden ist, das schmelzen kann; denn in diesem Fall wird die zugeführte Energie durch Schmelzen von Eis über die Schmelzenthalpie des Wassers aufgenommen. Ab dem Punkt, an dem alles Eis geschmolzen ist, führt ein weiterer Energieeintrag jedoch zu einer Erwärmung des arktischen Meeres. Dieselbe Energiemenge, die für das Schmelzen von einem Gramm Eis – ohne Temperaturänderung – benötigt wird, erwärmt ein Gramm 0 °C kaltes Wasser auf knapp 80 °C. Mit dem Verschwinden des Meereises wird es daher durch das Auftreten der Polaren Verstärkung in der Arktis zu einer sprunghaften Erwärmung kommen.
Ein anderer Mechanismus basiert auf der Annahme, dass sich große Mengen Methan in Folge einer Erwärmung der Meere aus Methanhydrat-reichen Sedimenten und Permafrost lösen. Infolgedessen würde es zum Anstieg der globalen Durchschnittstemperatur kommen, weil Methan ein hochwirksames Treibhausgas ist. Dies würde zusätzlich zur Erwärmung beitragen und könnte so einen starken Rückkopplungseffekt im Klimasystem bewirken. Forschungsergebnisse deuten darauf hin, dass dies während des Paläozän/Eozän-Temperaturmaximums geschehen ist. Das Treibhauspotenzial von 1 kg Methan ist, auf einen Zeitraum von 100 Jahren betrachtet, 25 mal höher als das von 1 kg Kohlenstoffdioxid; nach einer neueren Untersuchung beträgt dieser Faktor sogar 33, wenn Wechselwirkungen mit atmosphärischen Aerosolen berücksichtigt werden.
Eine Simulation des California Institute of Technology deutet darauf hin, dass bei CO2-Werten um 1.200 ppm ein Zerfall niedriger Meereswolken die globale Temperaturen abrupt steigen lassen könnte.

## Geschichtliches
In der Forschungsgeschichte des Klimawandels konnten Details über Ausmaß und Geschwindigkeit vergangener abrupter Klimawechsel durch Analyse von Eisbohrkernen herausgefunden werden. Diese wurden ab etwa den 1970er Jahren unter anderem im Rahmen des Greenland Ice Core Project oder beim Greenland Ice Sheet Project gewonnen. Wallace Broecker erkannte als Erster die Empfindlichkeit der thermohalinen Zirkulation, die bei einer Strömungsänderung einen abrupten Klimawechsel auslösen kann und dies in der Vergangenheit mehrfach getan hatte. Während eines Vortrags an der University of New Mexico im Jahr 1991 wies er in diesem Zusammenhang auf die Gefahren eines menschengemachten Klimawandels mit folgenden Worten hin:

“The climate system is an angry beast, and we are poking at it with sticks.”

„Das Klimasystem ist eine wütende Bestie, und wir reizen sie noch.“

Dieser Ausspruch wurde zum geflügelten Wort und in der Folge mehrfach zitiert.